# Psicròmetre

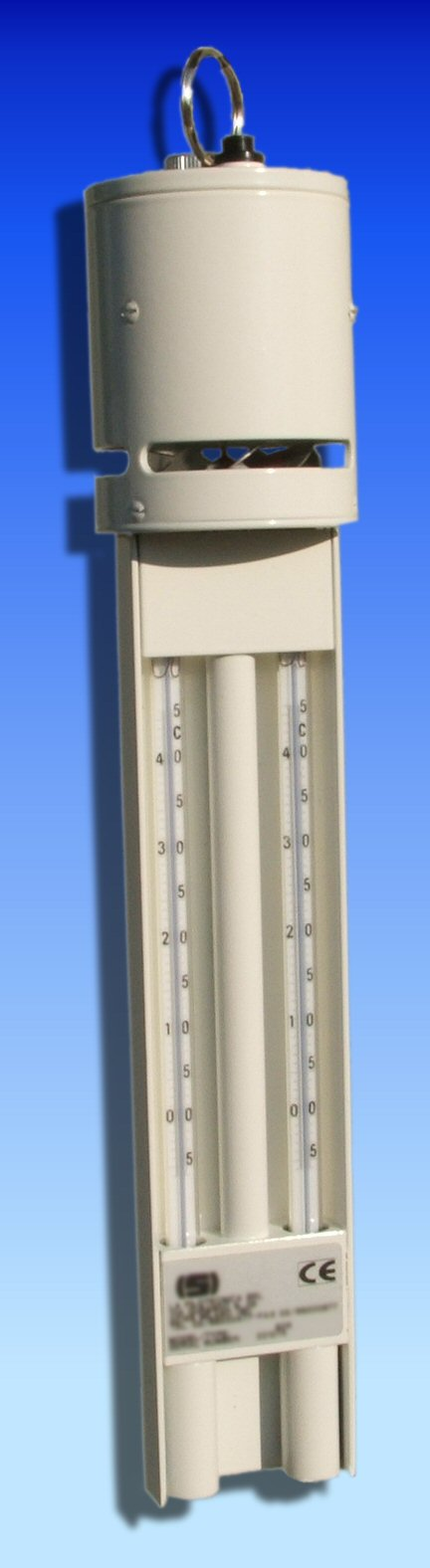
Psicròmetre d'Asmann de circulació forçada

El psicròmetre és un aparell que és utilitzat per la meteorologia, amb l'ajuda de taules, per mesurar la humitat relativa, el contingut de vapor d'aigua en l'aire i el punt de rosada. Aquest aparell consta d'un joc de dos termòmetres iguals. Un d'ells, anomenat "termòmetre sec", serveix senzillament per mesurar la temperatura de l'aire. L'altre, anomenat "termòmetre humit", té el dipòsit cobert de mussolina humida mitjançant una metxa que el posa en comunicació amb un dipòsit d'aigua destil·lada. És important per al seu correcte funcionament que el Psicròmetre s'instal·li en un lloc aïllat de vents forts i de la llum solar directa. Altres dispositius capaços de mesurar la humitat de l'aire reben el nom d'higròmetres.

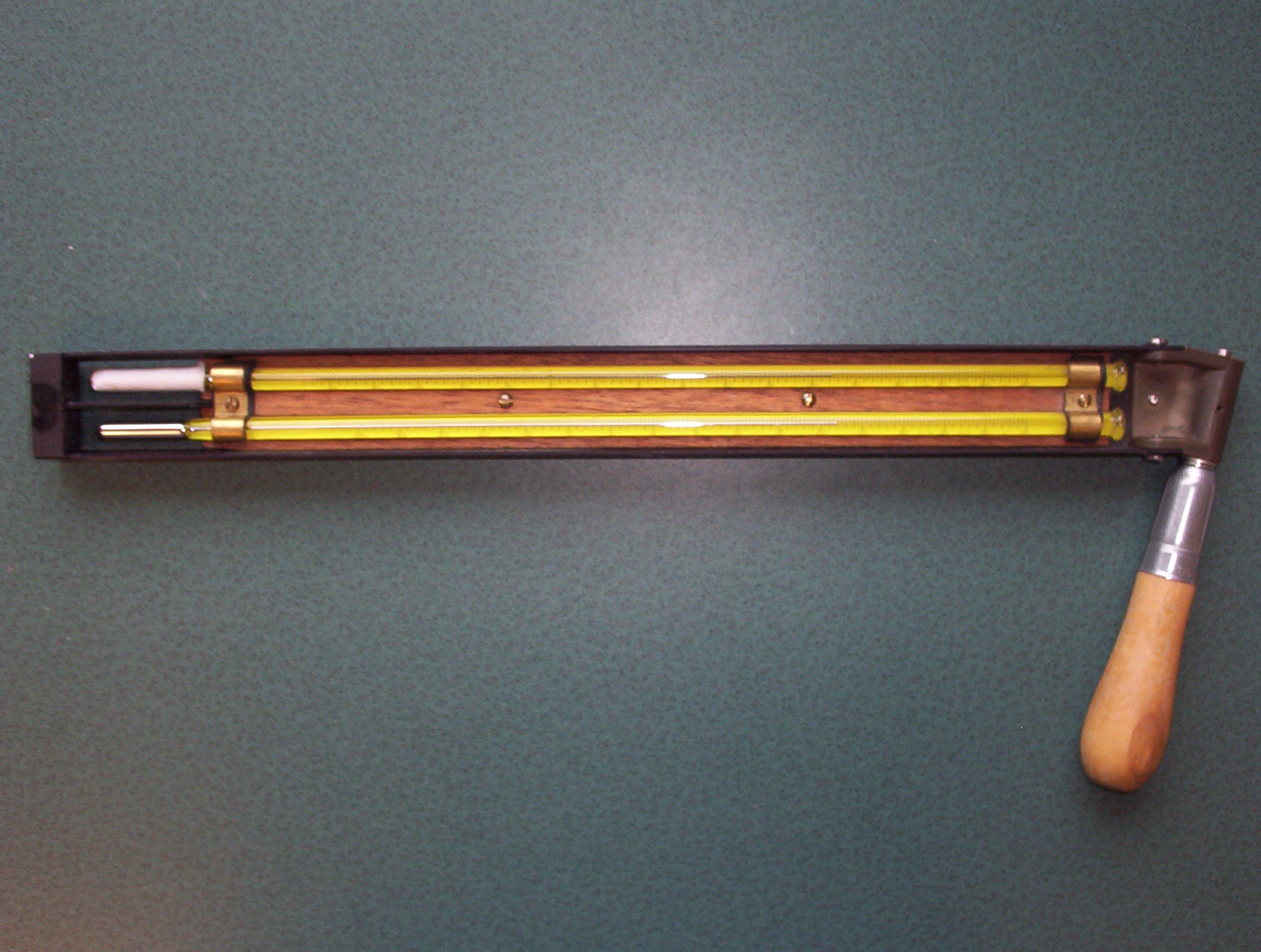
Psicròmetre d'eslinga

## Fonaments físics
En la superfície d'un volum d'aigua líquid sempre hi ha molècules d'aigua creuant en l'aire circumdant aquesta superfície, que després s'evapora. L'energia (calor latent) que és consumida en aquesta evaporació, es dedueix del contingut en energia termal de la superfície, la qual per tant es refreda (refrigeració per evaporació).
Per altra banda, les molècules d'aigua de l'aire sempre s'ajunten amb l'aigua de la superfície i condensen allí, pel que l'anterior calor latent emprat en l'evaporació de cada molècula d'aigua torna a aquesta superfície (calor per condensació).
Depenent del nivell de condensació i, per tant, de la densitat de les molècules d'aigua en l'aire, en quin grau el fred per evaporació és compensat per la calor per condensació. La menor refrigeració d'una superfície d'aigua que s'evapora sota la temperatura de l'aire és per tant una mesura de la humitat de l'aire.

## Principis d'operació
El psicròmetre consisteix en dos termòmetres de tela de cotó humitejada, un dels quals s'embolica en un material humit, per exemple, aigua. Com més sec és l'aire, més fred per evaporació es produeix, i més diferència de temperatura hi ha entre els dos termòmetres. De la diferència de temperatura un pot determinar la humitat relativa de l'aire, així com d'altres paràmetres com ara la pèrdua d'humitat en l'aire.
De la diferència {\displaystyle \vartheta _{L}-\vartheta _{f}} observada en el psicròmetre, la pressió e del vapor de l'aire es pot aproximar mitjançant la següent fórmula:
{\displaystyle e=E_{f}-C\cdot (\vartheta _{L}-\vartheta _{f})}
{\displaystyle e}: Pressió del vapor de l'aire ambient, en {\displaystyle hPa}
{\displaystyle E_{f}}: Pressió del vapor a la temperatura de la superfície humida, en {\displaystyle hPa}
{\displaystyle \vartheta _{L}}: Temperatura de l'aire, en {\displaystyle \,^{\circ }\mathrm {C} }
{\displaystyle \vartheta _{f}}: Temperatura de la superfície humida, en {\displaystyle \,^{\circ }\mathrm {C} }
{\displaystyle C}: Una constant, que serà:
{\displaystyle C=0.67hPa/K} a una altura de 500 m,
{\displaystyle C=0.67\cdot {\frac {p}{1007}}hPa/K} a més de 500 m, on p: Pressió del aire en mbar,
{\displaystyle C=0.57hPa/K} amb el termòmetre humit congelat.
Hi ha una dependència lleu entre la calor latent i la capacitat termal específica de l'aire en temperatura i humitat, que ha estat ignorada. De la mateixa forma, el flux de calor pel coll del termòmetre i la seva irradiació s'ha omès per la seva insignificança. En cas necessari, podrien ser considerades.

### Observacions
Una condició per a la correcta mesura de la humitat és que l'evaporació tingui lloc en el aire de dintre que pot ser examinat, no en l'aire humitejat pel psicròmetre en l'evaporació. Per tant, s'ha de garantir que hi hagi sempre aire fresc; aquest és el cas al qual la velocitat de la ventilació és d'almenys 2 m/s.